# Velma Bronn Johnston
Annie Bronn Johnston  (5 de marzo de 1912 — 27 de junio de 1977), también conocida como Wild Horse Annie (Annie Caballo Salvaje) fue una activista en defensa de los derechos de los animales. Johnston dirigió una campaña en los Estados Unidos para detener el exterminio de los caballos y burros salvajes en territorios públicos. Su acción fue decisiva para que se promulgara una legislación para detener el uso de vehículos terrestres y aéreos para capturar caballos y burros salvajes y el cese de su marcado y muerte.
Annie Bronn nació en Washoe County, Nevada, hija de Joseph Bronn y de su esposa Gertrude Clay y creció en el rancho "Lazy Heart Ranch" de su familia. En 1923 contrajo la polio, que marcaría su salud el resto de su vida. Se casó con Charles Johnston y tomaron la dirección del rancho de los Bronn y posteriormente lo convirtieron en el "Double Lazy Heart Ranch," dirigido a los niños. El nombre del rancho también fue cambiado para incluir a Charles en el negocio familiar. Annie también trabajó como secretaria para una compañía de seguros.
Annie comenzó su campaña para salvar a los caballos salvajes en 1950. Según cuenta mientras iba a trabajar en coche se encontró con un camión cargado de caballos que se dirigía a un matadero, y vio sangre goteando por el vehículo. Esto la inspiró para seguir investigando y revelar públicamente lo que estaba ocurriendo. Recogió evidencias y comenzó a hablar con rancheros, empresarios, políticos y en las escuelas sobre los métodos utilizados en los rodeos y el maltrato de los caballos y burros salvajes.
A iniciativa de Annie y de James Slattery, senador por el estado de Nevada, el estado emitió una ley que ilegalizaba los rodeos de caballos salvajes con aviones y coches. La limitación a la propiedad privada fue una condición del Bureau of Land Management. Como muchos territorios de Nevada quedaban fuera del alcance de esta ley, Annie continuó luchando por la protección de los mustangs.
El 8 de septiembre de 1959 la campaña resultó en la emisión de una nueva ley federal (Public Law 86-234) que prohibía el uso de vehículos aéreos y terrestres para la caza y captura de caballos salvajes en el estado de Nevada. La ley sería conocida como Wild Horse Annie act.
En 1959 Annie Johnston apareció en la revista Time. La película The Misfits (1961) basada en un guion de Arthur Miller, y la última película de Clark Gable y Marilyn Monroe, junto a Montgomery Clift mostraba un rodeo de caballos en la ciudad de Reno y los motivos por los que Annie protestaba. En la película, el personaje de Marilyn Monroe se indigna con los métodos utilizados en los rodeos.
La propia Annie Johnston apareció en la película Running Wild (1973) de Robert McCahon, interpretándose a sí misma, junto con Lloyd Bridges y Dina Merrill.
Annie Johnston continuó su campaña y en 1971 el Congreso de los Estados Unidos aprobó unánimemente la "Wild and Free-Roaming Horses and Burros Act of 1971". Esta ley fue firmada por el presidente Richard Nixon el 15 de diciembre de 1971. Esta ley prohibía la captura, daño o cualquier tipo de molestia a los caballos y burros salvajes y su traslado a lugares adecuados cuando su población se incrementara demasiado.
Annie Jonston murió a los 65 años de edad debido al cáncer en Reno, Nevada el 27 de junio de 1977. Está enterrada junto a sus padres, marido y hermano en el Mountain View Cemetery en Reno.